# Rhamphomyia harpago
Rhamphomyia harpago är en tvåvingeart som beskrevs av Frey 1952. Rhamphomyia harpago ingår i släktet Rhamphomyia och familjen dansflugor. Inga underarter finns listade i Catalogue of Life.